# Karlo Uljarević
Karlo Uljarević (Osijek, 20 novembre 1998) è un cestista croato.

## Palmarès
- Coppa di Croazia: 1

Zara: 2020